# Наргис (мультфильм)
«Наргис» — советский рисованный мультипликационный фильм Владимира Полковникова, созданный на киностудии «Союзмультфильм» в 1965 году, по мотивам сказочной повести Шарафа Рашидова «Кашмирская песня».

## Съёмочная группа
| Авторы сценария      | Николай Кладо, Виктор Виткович |
| Стихотворный текст   | Михаила Вольпина |
| Режиссёр             | Владимир Полковников |
| Художник-постановщик | Александр Волков |
| Композитор           | Александр Варламов |
| Оператор             | Михаил Друян |
| Звукооператор        | Борис Фильчиков |
| Редактор             | Зинаида Павлова |
| Ассистент режиссёра  | Е. Туранова |
| Монтажёр             | Любовь Георгиева |
| Художники:           | Рената Миренкова, Марина Восканьянц, Николай Фёдоров, Игорь Подгорский, Анатолий Петров, Ольга Орлова, Антонина Алёшина, Владимир Крумин, Владимир Морозов, Марина Рогова, Дмитрий Анпилов, Н. Австрийская, Г. Грачёва, Мстислав Купрач (в титрах О. Купрач), М. Юсова |
| Роли озвучивали:     | Елена Понсова — Старуха Эраст Гарин — Хоруд, повелитель вьюг Роза Макагонова — Наргис Алексей Консовский — Сурия, Бог солнца / рассказчик Борис Иванов — Бамбур Клара Румянова — красный цветок (в титрах не указана)                                                  |
| Директор картины     | Фёдор Иванов |